# کبروی
کبروی یا کَیروی که بنابر شاهنامه فردوسی نامی به زبان پهلوی است. نام یکی از بزرگان دهی در دوران بهرام گور است که به دلیل زیاده‌روی در مَیخوارگی و مستی می‌میرد، پس از این واقعه بهرام گور مَی را حرام می‌کند. 
دلیل تفاوت در نام به دلیل گوناگونی در نسخه‌های خطی شاهنامه است، در شاهنامه فردوسی تصحیح جلال خالقی مطلق  این نام  کَیروی آمده است، اما در شاهنامه فردوسی برپایه چاپ مسکو  کبروی آمده است.

## داستان کبروی و حرام شدن مَی درشاهنامه
بنا بر شاهنامه فردوسی روزی پگاه بزرگان لشکر در حضور بهرام گور درحال مَیخوارگی بودند، که مردی به‌نام کبروی از بزرگان دِه سر می‌رسد در حالی که باری از میوه انار، سیب، گلابی و دسته‌های گل به همراه دارد. کبروی مورد محبت بهرام گور قرار می‌گیرد و وارد مجلس مَیخوارگی می‌شود. از همان آغاز با ولع سیری‌ناپذیر شروع به نوشیدن می‌کند، در حالی که می‌نوشید می‌گفت "من کبروی مَی‌خواره هستم و جام‌های پیاپی سر می‌کشم و مست نمی‌شوم".
هنگامی‌که از آن مجلس بیرون می‌رود مَی در تنش غوغا می‌کند، و سوار بر اسبی می‌شود می‌تازد تا به کوهساری می‌رسد و در سایه کوه می‌خوابد. کلاغها در همین حال چشمانش را از حدقه می‌کَنند. زمانی که در جستجوی او روانه می‌شوند، او را مرده می‌یابند که اسبش در کنارش منتظر ایستاده‌است. بهرام گور که دید مَی با آن مرد چه کرده‌است مَی را حرام اعلام می‌کند.

## سروده مرتبط
| چو بنشست مَی‌خواست از بامداد   |  | بزرگان لشکر برفتند شاد        |
| بیامد هم‌آن‌گه یکی مرد مِه      |  | ورا میوه آورد چندی ز دِه       |
| شتربارها نار و سیب و بهی     |  | ز گل دسته‌ها کرده شاهنشاهی     |
| جهاندار چون دید بنواختش      |  | میان یلان پایگه ساختش         |
| همین مِه که با میوه و بوی بود |  | ورا پهلوی نام کبروی بود       |
| به روی جهاندار جام نبید      |  | دو من را به یکبار اندر کشید   |
| چو شد مرد خرم ز دیدار شاه    |  | از آن نامداران و آن جشنگاه    |
| یکی جام دیگر پر از می بلور   |  | به دلش اندر افتاد زان جام شور |
| ز پیش بزرگان بیازید دست      |  | بدان جام می‌تاخت و بر پای جست  |
| به یاد شهنشاه بگرفت جام      |  | منم گفت میخواره کبروی نام     |
| به روی شهنشاه جام نَبید       |  | چو من درکشم یار خواهم گُزید    |
| به جام اندرون بود می پنج من  |  | خورم هفت ازین بر سر انجمن     |
| پس آنگه سوی ده روم من به هوش |  | ز من نشنود کس به مستی خروش    |
| چنان هفت جام پر از می بخورد  |  | از آن می‌پرستان برآورد گرد     |
| به دستوریِ شاه بیرون گذشت     |  | که داند که می در تنش چون گذشت |
| وزآن جای خرم بیامد به دشت    |  | چو در سینهٔ مرد، می گرم گشت    |
| برانگیخت اسپ از میان گروه    |  | ز هامون همی تاخت تا پیش کوه   |
| فرود آمد از باره جایی نهفت   |  | یله کرد و در سایهٔ کوه خفت     |
| ز کوه اندرآمد کلاغ سیاه      |  | دو چشمش بِکَند اندرآن خوابگاه   |
| همی تاختند از پس‌اندر گروه    |  | ورا مرده دیدند بر پیش کوه     |
| دو چشمش ز سر کنده زاغ سیاه   |  | برش اسپ او ایستاده به راه     |
| برو کهترانش خروشان شدند      |  | وزآن مجلس و جام جوشان شدند    |
| چو بهرام برخاست از خوابگاه   |  | بیامد برِ او یکی نیکخواه       |
| که کبروی را چشم روشن کلاغ    |  | ز مستی بکندست در پیش راغ      |
| رخ شهریار جهان زرد شد        |  | ز تیمار کبروی پر درد شد       |
| هم‌آن‌گه برآمد ز درگه خروش     |  | که ای نامداران با فر و هوش    |
| حرامست مَی در جهان سربه‌سر     |  | اگر زیردستت گر نامور          |